# Diego Benaglio
Diego Orlando Benaglio (Zürich, 8. rujna 1983.) bivši je švicarski nogometni vratar.

## Klupska karijera
Benaglio je započeo svoju karijeru u švicarski klub Grasshopper. Poslije nekoliko godina igrajući za Grasshopper, Benaglio je otišao u njemački klub VfB Stuttgart. Zatim je u 2003. otišao u portugalski klub CD Nacional. Ovdje je postao prvi vratar ekipe. Na 22. siječnja 2008. Benaglio je potpisao 4-godišnji ugovor s njemačkim klubom VfL Wolfsburg. Na 30. siječnja Benaglio je debitirao za Wolfsburg u četvrtfinale protiv Schalkea 04. U početku sezone 2008./09. Benaglio je postao prvi vratar ekipe i osvojio s Wolfsburgom njemačku Bundesligu.

### Statistike
| sezona      | klub          | država | natjecanje           | utak. | gol. |
| ----------- | ------------- | ------ | -------------------- | ----- | ---- |
| 1999./00.   | Grasshopper   |        | Švicarska Super Liga | 5     | 0    |
| 2000./01.   | Grasshopper   |        | Švicarska Super Liga | 7     | 0    |
| 2001./02.   | Grasshopper   |        | Švicarska Super Liga | 11    | 0    |
| 2002./03.   | VfB Stuttgart |        | Bundesliga           | 17    | 0    |
| 2003./04.   | VfB Stuttgart |        | Bundesliga           | 0     | 0    |
| 2004./05.   | VfB Stuttgart |        | Bundesliga           | 0     | 0    |
| 2005./06.   | C.D. Nacional |        | SuperLiga            | 23    | 0    |
| 2006./07.   | CD Nacional   |        | SuperLiga            | 30    | 1    |
| 2007./08.   | CD Nacional   |        | SuperLiga            | 16    | 0    |
| 2007./08.   | VfL Wolfsburg |        | Bundesliga           | 17    | 0    |
| 2008./2009. | VfL Wolfsburg |        | Bundesliga           | 31    | 0    |
| 2009./2010. | VfL Wolfsburg |        | Bundesliga           | 22    | 0    |
| 2010./2011. | VfL Wolfsburg |        | Bundesliga           | 28    | 0    |
| 2011./2012. | VfL Wolfsburg |        | Bundesliga           | 32    | 0    |
| 2012./2013. | VfL Wolfsburg |        | Bundesliga           | 34    | 0    |
| 2013./2014. | VfL Wolfsburg |        | Bundesliga           | 29    | 0    |
| 2014./2015. | VfL Wolfsburg |        | Bundesliga           | 31    | 0    |
| 2015./2016. | VfL Wolfsburg |        | Bundesliga           | 21    | 0    |
| 2016./2017. | VfL Wolfsburg |        | Bundesliga           | 14    | 0    |

## Reprezentativna karijera
Benaglio je u 2006. dobio svoj prvi poziv od švicarske nogometne reprezentacije da ide kao treći izbor iza Pascal Zuberbühlera i Fabio Coltorti na Svjetsko prventsvo 2006. u Njemačkoj. Poslije Svjetskog prvenstva u Njemačkoj, Benaglio je na Europsko prventsvo 2008. dobio broj jedan. Na Svjetsko prvenstvo 2010. Benaglio je također bio prvi izbor. U 2014. godini je se oprostio od reprezentacije.

## Nagrade
Grasshopper
- Švicarska Super Liga (1): 2001.

VfL Wolfsburg
- Bundesliga (1): 2009.

## Vanjske poveznice
- Wolfsburg profil
- Statistike (njemački)
- Statistike i profil na Zerozero[neaktivna poveznica]